# بوستون کوچک (واشینگتن)
بوستون کوچک (به انگلیسی: Little Boston) یک منطقهٔ مسکونی در ایالات متحده آمریکا است که در شهرستان کیتساپ، واشینگتن واقع شده‌است.